# Étienne Louis Malus
Étienne Louis Malus (wym. malụ̈s) (ur. 23 lipca 1775 w Paryżu, zm. 24 lutego 1812 tamże) – francuski inżynier wojskowy i fizyk doświadczalny, dyrektor paryskiej École polytechnique, członek Francuskiej Akademii Nauk. Laureat Medalu Rumforda (1810).
Jego znaczącą zasługą dla fizyki było odkrycie polaryzacji światła przy odbiciu. Jest również autorem prawa noszącego jego imię. Po dokonaniu odkrycia swego życia poświęcił się badaniom w zakresie optyki.

## Historia odkrycia
Odkrycie Malusa było w równej mierze dziełem przypadku, ale i przenikliwości badacza. Miał on w swoim mieszkaniu taflę szpatu islandzkiego, którego właściwości optyczne znane były już wcześniej. Pewnego wieczora obserwował panoramę Paryża z okna swojego mieszkania przy rue d’Enfer. Patrzył przy tym przez płytkę szpatu islandzkiego obracając go wokół osi pokrywającej się z kierunkiem patrzenia. Wówczas spostrzegł, że promienie słoneczne odbijające się od okien Pałacu Luksemburskiego zmieniają swoją intensywność, w zależności od ustawienia kryształu. W ten sposób stwierdził, że światło odbijające się od szkła pod określonym kątem ulega polaryzacji.

## Upamiętnienie
Jego nazwisko pojawiło się na liście 72 nazwisk na wieży Eiffla.